# Michał Stangel
Michał Jerzy Stangel (ur. 29 października 1977 w Bytomiu) – polski inżynier, dr hab. nauk technicznych, profesor uczelni Katedry Urbanistyki i Planowania Przestrzennego Wydziału Architektury Politechniki Śląskiej.

## Życiorys
W 2002 ukończył studia na Wydziale Architektury Politechniki Śląskiej. 12 marca 2007 obronił pracę doktorską Rewitalizacja miast w społeczeństwie informacyjnym napisanej pod kierunkiem Krzysztofa Gasidły, 22 października 2014 habilitował się na podstawie pracy zatytułowanej Kształtowanie współczesnych obszarów miejskich w kontekście zrównoważonego rozwoju. Jest zatrudniony na stanowisku profesora uczelni w Katedrze Urbanistyki i Planowania Przestrzennego na Wydziale Architektury Politechniki Śląskiej.
Był prodziekanem ds. nauki na Wydziale Architektury Politechniki Śląskiej.